# Districtul Chișinău
Districtul Chișinău (în rusă Кишинёвский округ) a fost o unitate administrativ-teritorială din RSS Moldovenească, care a existat în anii 1952—1953. Centrul administrativ a fost orașul Chișinău.
Districtul a fost înființat pe 31 ianuarie 1952, atunci când întregul teritoriu al RSS Moldovenești a fost împărțit în 4 districte.
Pe 15 iunie 1953 toate districtele RSS Moldovenești au fost desființate.

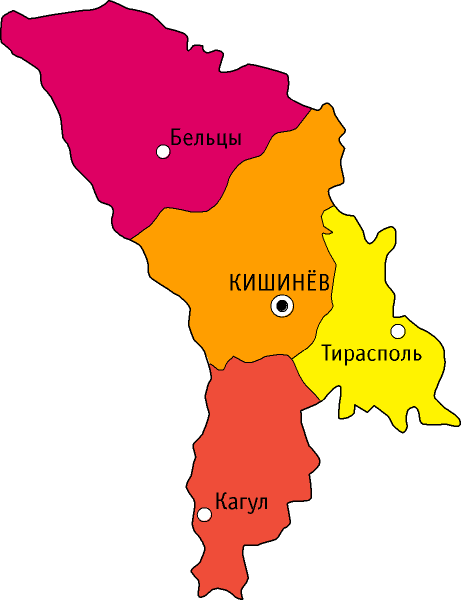
Harta districtelor RSSM. Districtul Chișinău este colorat cu portocaliu

## Componență
Districtul Chișinău era format din 18 raioane și 2 orașe de subordonare districtuală:
- Raionul Bravicea — s. Bravicea
- Raionul Vadul lui Vodă — s. Vadul lui Vodă
- Raionul Călărași — o. Călărași
- Raionul Cărpineni — s. Cărpineni
- Raionul Chiperceni — s. Chiperceni
- Raionul Chișinău — s. Durlești
- Raionul Cornești — s. Cornești
- Raionul Kotovsk — a.t.u. Kotovsk
- Raionul Criuleni — s. Criuleni
- Raionul Nisporeni — s. Nisporeni
- Raionul Orhei — o. Orhei
- Raionul Răspopeni — s. Răspopeni
- Raionul Rezina — o. Rezina
- Raionul Rîbnița — o. Rîbnița
- Raionul Strășeni — s. Strășeni
- Raionul Susleni — s. Susleni
- Raionul Telenești — a.t.u. Telenești
- Raionul Ungheni — o. Ungheni
- orașul Chișinău
- orașul Orhei